# Лес
Лес (нім. Löss, Löß, від алем. lösch — «крихкий, сипкий») — континентальна ґрунтоутворювальна гірська осадова порода сірувато-жовтого, іноді бурого або червонувато-бурого кольору. Потужність лесових нашарувань становить від кількох десятків сантиметрів до кількох десятків метрів на вододілах та схилах терас давніх долин.

## Гранулометрія
Суглинок (рідше супісок) палево-жовтого кольору, пилуватий, пористий, нешаруватий, із значним вмістом карбонатів кальцію (до 15–30 %). Лес складається загалом з пилуватих частинок розміром від 0,05 до 0,005 мм (до 60 %), глинистих частинок розмірами менше ніж 0,005 мм (до 10–20 %) і піщаних частинок розмірами 0,1–0,25 мм (до 7 %).

## Мінеральний склад
У мінералогічному складі в лесах переважають кварц, менше — польові шпати, слюда, рогова обманка і глинисті мінерали (каолініт і монтморилоніт). У лесовій товщі трапляються черепашки наземних молюсків і карбонатні конкреції значних розмірів (до 2–5 см). В окремих шарах присутні зернятка вулканічного попелу, що був принесений за сотні кілометрів. Інколи можна зустріти залишки кісток ссавців: гризуни, мамут.

## Структура
У лесовій товщі є кілька горизонтів викопних ґрунтів. Лес має стовпчасту структуру і в природних умовах під дією ерозії утворює вертикальні урвища. Пористість лесового горизонту становить 40–55 %. Досить поширені мікроканали (макропори, сліди рослинних залишків, корінців). При надмірному зволоженні нерівномірно ущільнюється, просідає.

## Походження
Походження лесу остаточно не з'ясовано. Існує кілька гіпотез:
- еолова (найпоширеніша) — утворення внаслідок нагромадження сухого пилу в сухих степах, куди його переносить вітер. Під час тертя частинки пилу отримують електростатичний заряд, а під час осідання вони міцно об'єднуються з частинками, що несуть протилежний заряд. Це пояснює міцні механічні властивості ґрунтів. Запропонована німецьким вченим Фердінандом Ріхтгофеном у 1877 році, розвинута радянським вченим В. П. Обручевим.
- делювіальна;
- водно-льодовикова;
- ґрунтова — процес накопичення мінералів відбувається різними шляхами, а формування властивостей — за рахунок вивітрювання та ґрунтоутворення. Лес — материнська порода для чорноземів та сіроземів. Гіпотезу запропонував радянський вчений Лев Семенович Берг.

## Поширення
Леси поширені майже на всіх материках у теплих посушливих районах помірного поясу, найбільше в Азії та обох Америках. У Євразії — на значних площах України, Казахстану, Західного Сибіру, Північного Кавказу.

### Лесові ґрунти України

Схема розміщення лесових ґрунтів в Україні за типом просадковості

В Україні леси поширені переважно в степу та лісостепу, де він є материнською породою для чорноземів.
В Україні лесові ґрунти займають 65–70 % території — здебільшого на надзаплавних та вододільних терасах річок.
Для лесових ґрунтів властиві: невелика щільність (ρ = 1,25–1,55 т/м³), низька вологість (W = 0,1–0,2), значна пористість (більш 50 %). Коефіцієнт водонасичення лесового ґрунту менший, ніж Sr = 0,6, хоча в деградованому стані цей показник може бути більшим. Показники механічних властивостей лесового ґрунту в природному стані та після зволоження дуже відрізняються.

## Господарське застосування
Лес використовується для виготовлення цегли (саман), особливо в Китаї, для створення дамб та гребель. Через зволоження порода може ущільнюватись, внаслідок чого бувають провали ґрунту.